# 沈剑萍
沈剑萍（1961年—），中国退役女子乒乓球运动员，曾是八一队的队员，1979年加入国家队。她曾与戴丽丽获得1983年世界乒乓球锦标赛女子双打金牌。